# Herman Ridderbos
Herman Nicolaas Ridderbos (* 13. Februar 1909 in Oosterend, Súdwest-Fryslân; † 8. März 2007 in Kampen) war ein niederländischer evangelisch-reformierter Theologe. Er gilt als einer der wichtigsten niederländischen Neutestamentler des 20. Jahrhunderts.

## Leben
Als Sohn des Pfarrers und Alttestamentlers Jan Ridderbos studierte er an der Theologischen Hochschule in Kampen, wo auch sein Vater lehrte, sowie an der Freien Universität von Amsterdam. Nachdem er acht Jahre lang als Pastor tätig gewesen war, wurde er 1943 Professor für Neues Testament an der Theologischen Hochschule in Kampen. 1975 wurde er emeritiert.

## Werke
- Coming of the Kingdom.  P & R Publishing, 1962, ISBN 978-0-87552-408-5
- The speeches of Peter in the Acts of the Apostles. The Tyndale New Testament lecture. Tyndale Press 1962